# Tahal
Tahal este o municipalitate din provincia Almería, Andaluzia, Spania, cu o populație de 378 locuitori.